# Caesalpinia ferrea
El granadillo brasileño o palo de hierro (Caesalpinia ferrea) es una especie de árbol perteneciente a la familia de las fabáceas. Se encuentra en Venezuela, Brasil y Bolivia. Recibe los nombres de:  Pau ferro (Brasil), Brazilian ironwood o Leopard tree (Inglés)

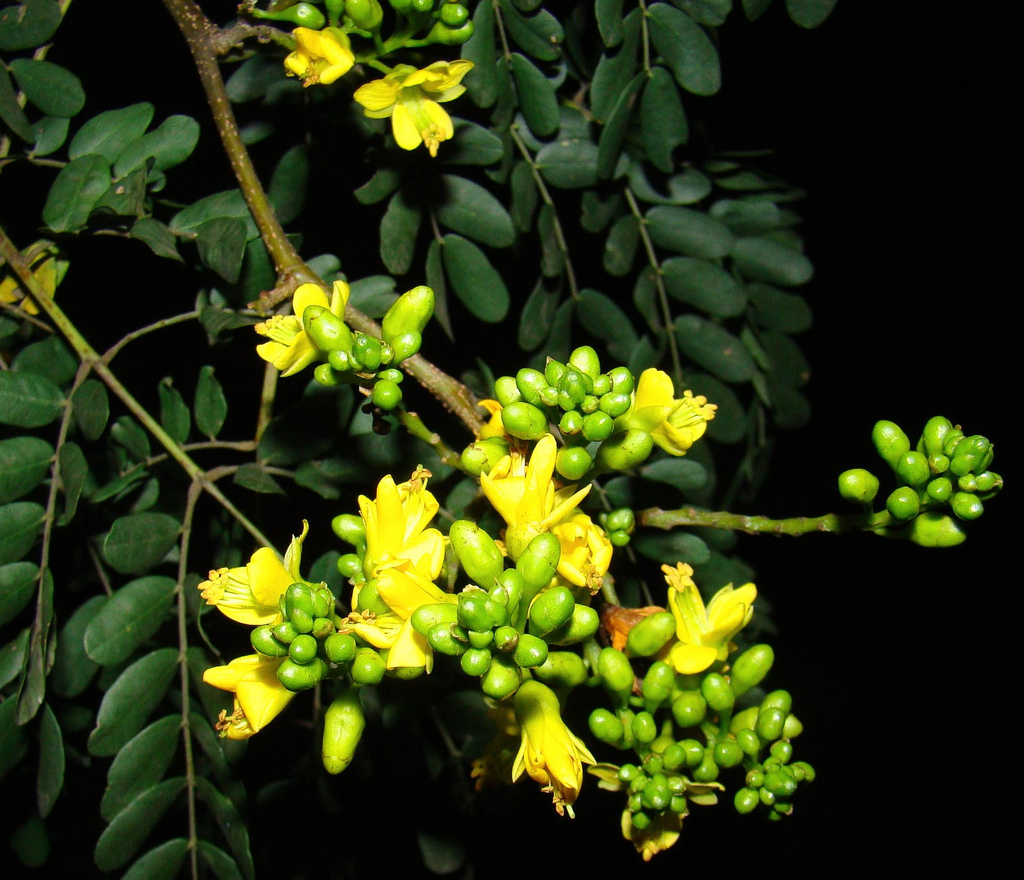
Flores

## Descripción
Es un  árbol que alcanza un tamaño de hasta 20 m de altura. Las hojas miden de 4-12 cm de largo, con 2-4 pares de pinnas, a menudo terminan en forma de oreja. Los foliolos con 4-5 pares de 1.2 a 1.9 cm de largo, y. 0,5 a 1,2 cm de ancho, elíptico-ovados. La inflorescencia axilar en forma de racimo de 9 cm de largo. Flores de 1,9 cm de ancho, de color amarillo, con el pétalo con una mancha roja; fragante. Estambres 1,0-1,2 cm de largo, filamentos peludos.

## Usos
La madera de 'granadillo brasileño' o 'palo de hierro' se utiliza para teclados y mástiles de instrumentos musicales. Tiene el tacto del palosanto del Brasil o del palosanto de la India pero es más duro y de color más claro. También se usa para parqués, tarimas, culatas de armas de fuego, cuchillos y mobiliario. En la fabricación de guitarras acústicas se usa también para fondos y costados. El guitarrero brasileño Giannini usa laminado de esta madera para sus guitarras clásicas. El modelo de guitarra eléctrica Stevie Ray Vaughan, de la Fender Stratocaster, tiene el diapasón de esta madera.

## Taxonomía
Caesalpinia ferrea fue descrito por Carl Friedrich Phil.Sigm. Martius  y publicado en Reise Bras. (Spix & Mart.) 2: 611. 1828
Etimología
Caesalpinia: nombre genérico que fue otorgado en honor del botánico italiano Andrea Cesalpino (1519-1603).
ferrea: epíteto latíno que significa "hierro".